# Kanton Morcenx
Kanton Morcenx (francouzsky Canton de Morcenx) je francouzský kanton v departementu Landes v regionu Akvitánie. Tvoří ho devět obcí.

## Obce kantonu
- Arengosse
- Arjuzanx
- Garrosse
- Lesperon
- Morcenx
- Onesse-et-Laharie
- Ousse-Suzan
- Sindères
- Ygos-Saint-Saturnin